# Бердянська єпархія УПЦ (МП)
Бердянська єпархія — єпархія РПЦвУ в адміністративних межах Бердянського, Більмацького, Василівського, Гуляйпільського, Пологівського, Приазовського, Приморського, Токмацького, Чернігівського та Якимівського районів, міст Бердянськ, Токмак (Запорізька область).
Кафедральне місто — Бердянськ. Кафедральні собори — Різдва Христового (Бердянськ), Микільський (Приморськ).

## Історія
Заснована 29 березня 2007 року на засіданні синоду РПЦвУ. Виділена з Запорізької єпархії. Керуючим Бердянською єпархією було призначено єпископа Макіївського Варнаву (Філатова), вікарія Донецької єпархії.
18 жовтня 2007 року синод призначив єпископа Амвросіївського, вікарія Донецької єпархії Єлисея (Іванова), єпископом Бердянським і Приморським.
Рішенням Священного Синоду УПЦ (МП) від 18 квітня 2008 року до складу Бердянської єпархії включено Приазовський та Якимівський райони Запорізької області, вилучені зі складу Запорізької єпархії.
Рішенням Священного Синоду УПЦ (МП) від 14 квітня 2009 року (журнал № 19) зі складу Запорізької єпархії виведений і включений до складу Бердянської єпархії Василівський район Запорізької області.

## Єпископи
- Варнава (Філатов) (29 березня 2007 — 18 жовтня 2007)
- Єлисей (Іванов) (18 жовтня 2007 — 8 травня 2012)
- Лука (Коваленко) (8 травня — 20 липня 2012 року), тимчасово керуючий
- Єфрем (Ярінко) (з 5 серпня 2012)